# John Chayka
John Chayka (né le 9 juin 1989 à Saint Catharines dans la province d'Ontario au Canada) est un dirigeant canadien de hockey sur glace. Il est le directeur général des Coyotes de l'Arizona de la Ligue nationale de hockey (LNH) de 2016 à 2020.

## Biographie
Il a joué au hockey au niveau junior avec les Slammers de Woodstock dans la Ligue maritime de hockey junior A de 2007 à 2009. Il a également joué brièvement dans la LHCB et la LHJO. Il se retire à cause de problèmes au dos.
Spécialiste dans le domaine des statistiques avancées, il est l'un des cofondateurs de Stathletes, une entreprise spécialisée en statistiques avancées au hockey fondée en 2010. Il est diplômé en administration des affaires à l'Université Western Ontario en 2014. 
En 2015, il rejoint les Coyotes de l'Arizona comme directeur général adjoint à Don Maloney. Après le congédiement de ce dernier, il est nommé directeur général de l'équipe le 4 mai 2016. Alors âgé de 26 ans, il devient le plus jeune directeur général de l'histoire de la LNH.